# Cebrennus logunovi
Espèce
Cebrennus logunovi est une espèce d'araignées aranéomorphes de la famille des Sparassidae.

## Distribution
Cette espèce est endémique du Turkménistan.

## Description
La carapace du mâle holotype mesure 4,3 mm sur 3,5 mm et l'abdomen 4,4 mm de long sur 3,1 mm et la carapace de la femelle paratype mesure 4,8 mm sur 4,0 mm et l'abdomen 7,0 mm de long sur 5,9 mm.

## Étymologie
Cette espèce est nommée en l'honneur du biologiste russo-britannique Dmitri V. Logunov.

## Publication originale
- Jäger, 2000 : The huntsman spider genus Cebrennus: four new species and a preliminary key to known species. Revue arachnologique, vol. 13, no 12, p. 163-186 (texte intégral).